# Manu García (calciatore 1998)
Manuel García Alonso, detto Manu (Oviedo, 2 gennaio 1998), è un calciatore spagnolo, centrocampista dello Sporting Kansas City.

## Caratteristiche tecniche
Trequartista abile nel controllo di palla e con un'ottima visione di gioco, per le sue caratteristiche è stato paragonato a David Silva. Grazie alla sua duttilità tattica può essere schierato anche in posizione più arretrata o come ala.

## Carriera

### Club
Cresciuto nei settori giovanili di Sporting Gijón e Manchester City, debutta in prima squadra il 22 settembre 2015, in occasione della partita di Coppa di Lega vinta per 1-4 contro il Sunderland, sostituendo al 74º Sergio Agüero.
Il 16 agosto 2016 passa in prestito stagionale all'Alavés, dove resta però soltanto fino a gennaio (giocando solo una partita in Coppa del Re), in cui viene ceduto, sempre a titolo temporaneo, al NAC Breda. Il prestito al club olandese viene prolungato anche per la stagione successiva.
L'8 luglio 2018 si trasferisce al Tolosa. Il 19 luglio del 2019 fa ritorno allo Sporting Gijón, società spagnola dove è cresciuto calcisticamente, per 4 milioni di euro cifra che lo rende il calciatore più costoso nella storia del club asturiano, con cui firma un contratto fino al giugno 2024.
Il 9 luglio del 2021 viene ceduto a titolo temporaneo all'Alaves, club in cui fa ritorno dopo 4 anni.

### Nazionale
Ha disputato l'europeo di categoria con l'under-21 spagnola nel 2021. Lo stesso anno, in data 8 giugno, ha esordito in nazionale maggiore nel successo per 4-0 in amichevole contro la Lituania.

## Statistiche

### Presenze e reti nei club
Statistiche aggiornate al 25 gennaio 2023.
| Stagione              | Squadra               | Campionato            | Campionato | Campionato | Coppe nazionali | Coppe nazionali | Coppe nazionali | Coppe continentali | Coppe continentali | Coppe continentali | Altre coppe | Altre coppe | Altre coppe | Totale | Totale |
| Stagione              | Squadra               | Comp                  | Pres       | Reti       | Comp            | Pres            | Reti            | Comp               | Pres               | Reti               | Comp        | Pres        | Reti        | Pres   | Reti   |
| --------------------- | --------------------- | --------------------- | ---------- | ---------- | --------------- | --------------- | --------------- | ------------------ | ------------------ | ------------------ | ----------- | ----------- | ----------- | ------ | ------ |
| 2015-2016             | Manchester City       | PL                    | 1          | 0          | FACup+CdL       | 1+2             | 0+1             | UCL                | 0                  | 0                  | -           | -           | -           | 4      | 1      |
| 2016-gen. 2017        | Alavés                | PD                    | 0          | 0          | CR              | 1               | 0               | -                  | -                  | -                  | -           | -           | -           | 1      | 0      |
| gen.-giu. 2017        | NAC Breda             | ED                    | 19+4       | 2          | CO              | 0               | 0               | -                  | -                  | -                  | -           | -           | -           | 23     | 2      |
| 2017-2018             | NAC Breda             | E                     | 34         | 1          | CO              | 1               | 0               | -                  | -                  | -                  | -           | -           | -           | 35     | 0      |
| Totale NAC Breda      | Totale NAC Breda      | Totale NAC Breda      | 53+4       | 3          |                 | 1               | 0               |                    | -                  | -                  |             | -           | -           | 58     | 3      |
| 2018-2019             | Tolosa                | L1                    | 31         | 0          | CF+CdL          | 3+0             | 2+0             | -                  | -                  | -                  | -           | -           | -           | 34     | 2      |
| 2019-2020             | Sporting Gijón        | SD                    | 40         | 3          | CR              | 0               | 0               |                    | -                  | -                  |             | -           | -           | 40     | 3      |
| 2020-2021             | Sporting Gijón        | SD                    | 35         | 1          | CR              | 1               | 0               |                    | -                  | -                  |             | -           | -           | 36     | 1      |
| Totale Sporting Gijón | Totale Sporting Gijón | Totale Sporting Gijón | 75         | 4          |                 | 1               | 0               |                    | -                  | -                  |             | -           | -           | 76     | 4      |
| 2021-2022             | Alavés                | PD                    | 24         | 0          | CR              | 2               | 0               |                    | -                  | -                  |             | -           | -           | 26     | 0      |
| 2022-2023             | Arīs Salonicco        | SL                    | 17         | 4          | CG              | 3               | 0               | UECL               | 2                  | 0                  |             | -           | -           | 22     | 4      |
| Totale carriera       | Totale carriera       | Totale carriera       | 201+4      | 11         |                 | 14              | 3               |                    | 2                  | 0                  |             | -           | -           | 221    | 14     |

### Cronologia presenze e reti in nazionale
| Cronologia completa delle presenze e delle reti in nazionale ― Spagna | Cronologia completa delle presenze e delle reti in nazionale ― Spagna | Cronologia completa delle presenze e delle reti in nazionale ― Spagna | Cronologia completa delle presenze e delle reti in nazionale ― Spagna | Cronologia completa delle presenze e delle reti in nazionale ― Spagna | Cronologia completa delle presenze e delle reti in nazionale ― Spagna | Cronologia completa delle presenze e delle reti in nazionale ― Spagna | Cronologia completa delle presenze e delle reti in nazionale ― Spagna |
| Data                                                                  | Città                                                                 | In casa                                                               | Risultato                                                             | Ospiti                                                                | Competizione                                                          | Reti                                                                  | Note                                                                  |
| --------------------------------------------------------------------- | --------------------------------------------------------------------- | --------------------------------------------------------------------- | --------------------------------------------------------------------- | --------------------------------------------------------------------- | --------------------------------------------------------------------- | --------------------------------------------------------------------- | --------------------------------------------------------------------- |
| 8-6-2021                                                              | Leganés                                                               | Spagna                                                                | 4 – 0                                                                 | Lituania                                                              | Amichevole                                                            | -                                                                     | 53’                                                                   |
| Totale                                                                |                                                                       | Presenze                                                              | 1                                                                     |                                                                       | Reti                                                                  | 0                                                                     |                                                                       |